# 意第緒語

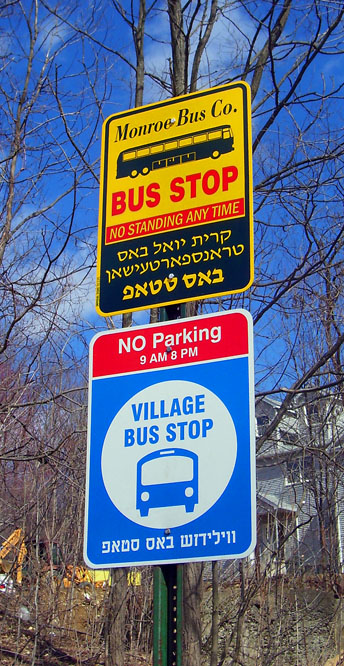
在美國紐約州齊亞斯喬伊爾同時標示意第緒語和英語的路標。

意第緒語（羅馬化：yidiš，直译：「猶太人的語言」），又譯依地語，屬於日耳曼语族。全球大约有300萬使用者，大部分為猶太人，而且其中主要是阿什肯納茲猶太人。意第緒這個稱呼本身可以代表“犹太人”，也可能是“意第緒-塔烏特緒”的簡稱，或者說是用作表示“德國猶太人”的稱呼。

## 历史

### 演变
德系猶太人所處的德國，當年是神聖羅馬帝國的屬地。10世纪時在中歐發展著一種獨特的猶太文化稱為阿什肯納茲（“阿什肯納茲”一詞為中世紀时期犹太人对德国的称呼），或者叫“日耳曼猶太”文化。中世紀時猶太人的文化區域並沒有和一些基督教公國的統治區重疊在一起，因此阿什肯納茲也包括著法国北部，也和“賽法迪地區”接壤在一塊：進而塞法迪猶太人或者西班牙猶太人，也住到法国南部來。之後阿什肯納茲的地域也進一步延展到东欧。
中世纪晚期欧洲犹太人的日常用语与基督教族群的口语相同，而就大多数阿什肯納茲地区来说也是使用当地的德语。

### 20世纪後
第二次世界大战前夕，共有1000万人使用意第绪语。

#### 蘇聯/俄羅斯
在1920年代的苏联，意第绪语被认为是犹太“无产阶级”的语言被鼓励使用。其中有文学刊物《苏维埃祖国》（Sovetish Heymland, 1961-1991）和报纸《比罗比詹明镜》（Birobidzhaner Shtern）。

猶太自治州位置

猶太自治州係1934年在蘇聯遠東地區所成立，史達林認為遠東地區和中國關係密切，急需人丁充實邊疆，因此在黑龍江沿岸未開發之地安置猶太人。目前該區猶太人只佔1%。

出现在白俄罗斯苏维埃社会主义共和国国徽（1926年—1938年版本）上的意第绪语格言。

#### 以色列
以色列的官方語言是希伯來語，但是許多信仰虔誠的傳統猶太人認為希伯來語是神聖的，且只在宗教儀式上使用的語言，因此反對使用希伯來語。在20世紀初，許多移民到巴勒斯坦的世俗錫安主義者試圖在他們的社群間消滅意第緒語，並推行使用希伯來語，希望能更促進猶太人的集體認同。
使用希伯來語或意第緒語的爭辯不只在宗教上，政治上也分裂成支持希伯來語的錫安主義者和支持意第緒語的國際主義者。但在以色列確定選擇希伯來語作為官方語言後，意第緒語在以色列的使用人口便大幅下降；直到蘇聯解體後，大量來自該地的猶太人遷入以色列，而使意第緒語的使用人數上升。
以色列境內的德系極端正統猶太教徒至今仍教授、學習和使用意第緒語，使得該語言依然在以色列被使用，主要集中在貝內貝拉克和耶路撒冷。
目前以色列正興起復興意第緒語的運動，新興的世俗團體YUNG YiDiSH成立，國內亦有意第緒語劇場的成立；許多大學皆有開設教授意第緒語的課程。

#### 教育活動
数十万儿童曾经，或正在学习将创世记、出埃及记、利未记、 民数记和申命记的经文翻译成意第绪语。

## 地位
意第绪语在日耳曼语中的地位问题有时会遇到两种完全相反的意见。一方面，有些人认为意第绪语与德语无关—而是一种闪米特语、斯拉夫语或罗曼语，甚至巴斯克语的衍生物；语言学家Paul Wexler则有独特观点：即意第绪语最初是一种斯拉夫语但其词汇被德语所替换，尽管該觀點经常被狂热地提出，却能够轻易用历史记录和语言结构的研究驳倒。
另一个极端是某些人认为意第绪语仅仅是一种德语的方言，还没有特殊到要被视为一种独立语言的程度。兩者有大量相同的词汇，和一些类似的语法结构；某些讲德语的人据说能听懂意第绪语，并将其视为德语的一种方言，与说德语的斯拉夫人所讲的德语方言相类似，这种意见使得有些人将意第绪语称为某种德语方言而非一种独立语言。但是，语言学界的共识是兩者並不相同，因为：
- 这两种语言在地域和文化上是不同的[7]；
- 兩者有不同的书面标准，甚至使用不同的字母；
- 意第绪语的一些语法本质上与德语不同，而是受接触的其他（例如斯拉夫语）语言影响产生；
- 20％－30％的意第绪语词汇与德语不同，包括一批基础词汇；
- 这两种语言总体来说不能通话（在讲德语的人试图理解意第绪语时尤为明显）。

当然，政治和语言学一样受到了意第绪语是一种方言而非语言这一长期广泛流传的看法的影响。一个有名的例子是馬克斯·魏因賴希在他关于这一问题的讲话中所引用的一位听众的观点：（A shprakh iz a diyalekt mit an armey un a flot），这句名言就是意第绪语（此处引用的拉丁转写），意思是“語言就是擁有陸軍和海軍的方言”；中欧和东欧犹太人没有自己单独的民族国家，缺少政治、经济、军事力量作为后盾，语言的地位也被人看低。

## 语言交流
意第绪语分为西（德国）意第绪语和东意第绪语。还可以再细分为东北部（立陶宛）意第绪语，中／中东部（波兰／加利西亚）意第绪语，和东南部（乌克兰、罗马尼亚）意第绪语。东意第绪语方言和现代意第绪语保持大量斯拉夫语族词汇。

## 語音結構
以其於立陶宛方言（Litvish）的YIVO標準意第緒語（כּלל־ייִדיש‬）爲例。

### 辅音（子音）
意第绪语的輔音音素如下：
|        | 雙唇音 | 唇齒音 | 齒音 | 齒齦音 | 後齒齦 | 顎音 | 軟顎音 | 喉音 |
| ------ | ------ | ------ | ---- | ------ | ------ | ---- | ------ | ---- |
| 塞音   | p b    |        | t d  |        |        |      | k g    |      |
| 塞擦音 |        |        |      | ts dz  | tʃ dʒ  |      |        |      |
| 鼻音   | m      |        | n    |        | ɲ      |      | （ŋ）  |      |
| 擦音   |        | f v    |      | s z    | ʃ ʒ    |      | x      | h    |
| 近音   |        |        |      | r      |        | j    |        |      |
| 邊近音 |        |        | l    |        | lʲ     |      |        |      |

### 元音（母音）
意第绪语的元音音素如下：
|           | 前元音 （非圓型） | 央元音 （非圓型） | 後元音 （圓型） |
| --------- | ----------------- | ----------------- | --------------- |
| 閉與 近閉 | i                 |                   | ʊ               |
| 中與 中開 | ɛ                 | ə                 | ɔ               |
| 開        |                   | a                 |                 |

| 前核心 | 中核心 | 後核心 |
| ------ | ------ | ------ |
| ɛj     | aj     | ɔj     |

## 字體演進
意第绪语的印刷字體使用了希伯來方塊字體。19世紀早期，半弧形的“阿胥肯納吉”（Ashkenazi）字體是最常用的，俗稱為Vayber-taytsh（װײַבער־טײַטש‬，意指「女人的德文」），又稱為Masheyt。

## 重要作家
- 小說家艾薩克·巴甚維斯·辛格（獲得1978年諾貝爾文學獎，也是唯一以意第緒語作品獲得該獎的作家）。
- 小說家、戲劇家肖洛姆-阿莱汉姆，主要作品有長篇小說《斯傑姆別紐》、《鶯喉伊奧謝列》，書信體小說《美納漢·曼德爾》，中篇小說《賣牛奶的台維》和《莫吐兒》等。

### 引用
1. 1 2  Joshua Project. .   [2024-11-20]. （原始内容存档于2025-02-16）.
2. ↑  . Rutgers University.   [February 9, 2021]. （原始内容存档于February 15, 2021）.
3. ↑  SIL International. . Ethnologue.   [2024-11-20]. （原始内容存档于2025-04-24）.
4. ↑  UNESCO Atlas of the World's Languages in danger, UNESCO
5. ↑  沈涯涵; 卢云. .  第三版·网络版. 中国大百科全书出版社. 2022-01-20. （原始内容存档于2025-01-14）.
6. ↑  GB/T 4880.1-2005：语种名称代码 第1部分:2字母代码．2005年7月15日公布，2005年12月1日实施．中华人民共和国国家质量监督检验检疫总局、中国国家标准化管理委员会．
7. ↑  jewish-languages （页面存档备份，存于）